# Бузуев, Виталий Аркадьевич
Вита́лий Арка́дьевич Бузу́ев (род. 21 декабря 1960, Москва) — российский тележурналист и телеведущий.

## Биография
Виталий Бузуев родился 21 декабря 1960 года в Москве.
Мать Галина Бузуева — художница, отец Аркадий Бузуев — полярный исследователь, дедушка Леонид Каратаев — художник, а прадед Ипполит Каратаев — генерал польской жандармерии.
В детстве Виталий хотел стать художником. Его отдали во внешкольную школу для одарённых детей при Эрмитаже. Он был награждён золотой медалью в Нью-Йорке за свою работу по мотивам сказки «Новая одежда императора».
В 1978 году поступил на факультет журналистики МГУ.

## Телевидение
В 1996 году переехал в Лондон, работал на русской службе «BBC», ведя шоу «Вид из Лондона».
С 1996 по 2001 год работал на канале «НТВ». Сначала отвечал за обзоры прессы, затем стал репортёром и вёл программу «Профессия — репортёр». С 2000 по 2001 год был ведущим утренних выпусков информационной программы «Сегодня».
С 2001 по 2002 год работал на канале «ТВ-6».
С 2002 по 2008 год работал на телеканале «РЕН ТВ», сначала корреспондентом, а потом ведущим новостей «24».
С 2008 по 2011 год руководил созданием пресс-центра «РЕН ТВ» в Киеве.
С 2012 года работает на телеканале «RT Documentary».

## Награды и премии
В 2013 году получил главный приз за свой фильм «Дети тундры» на национальной премии «Кантри».
В 2014 году его документальный фильм «Небесное спасение» был удостоен первой премии Всероссийского журналистского конкурса «Смиротворец» в номинации «Телевидение: федеральные и региональные СМИ».